# Macha van der Vaart
Macha Alexandra van der Vaart (Alkmaar, 17 april 1972) is een Nederlands hockeyster. Van der Vaart speelde 152 officiële interlands (17 doelpunten) voor de Nederlandse vrouwenhockeyploeg.
Van der Vaart speelde als middenvelder bij de clubs HC Bloemendaal, HDM en Amsterdam. Haar eerste interland speelde ze op 9 december 1998 (Nederland-Australië 1-1) en haar laatste op 26 augustus 2004 (Nederland-Duitsland 1-2).Ze nam met Nederland deel aan de spelen van Sydney en Athene. Na haar sportcarrière was ze van 2004 tot 2008 directrice van de stichting Spieren voor Spieren.

## Onderscheidingen
- 2004 – Gouden Stick

Dillianne van den Boogaard · 
Minke Booij · 
Ageeth Boomgaardt · 
Julie Deiters · 
Mijntje Donners · 
Fleur van de Kieft · 
Fatima Moreira de Melo · 
Clarinda Sinnige · 
Hanneke Smabers · 
Minke Smabers · 
Margje Teeuwen · 
Carole Thate · 
Daphne Touw · 
Macha van der Vaart · 
Myrna Veenstra · 
Suzan van der Wielen ·
Coach: Tom van 't Hek
Minke Booij · 
Ageeth Boomgaardt · 
Chantal de Bruijn · 
Mijntje Donners · 
Miek van Geenhuizen · 
Sylvia Karres · 
Lieve van Kessel · 
Fatima Moreira de Melo · 
Eefke Mulder · 
Lisanne de Roever · 
Maartje Scheepstra · 
Janneke Schopman · 
Clarinda Sinnige · 
Minke Smabers · 
Jiske Snoeks · 
Macha van der Vaart ·
Coach: Marc Lammers